# Mats Wingborg
Mats Wingborg, född 1958 i Ludvika, är en svensk journalist och författare. Wingborg skriver om  arbetsmarknad, utbildningspolitik, högerradikalism, politisk filosofi, Kina, Taiwan, Indonesien och Indien. Han har vidare skrivit en rad studier om socialförsäkringar, utbildningspolitik och arbetsmarknad, däribland åt LO, TCO, Katalys och Arena Idé. I andra studier har han granskat villkoren vid svenska företag i omvärlden, bland annat på uppdrag av Swedwatch och Rena Kläder. I flera studier och artiklar har han undersökt villkoren för utländska bärplockare och andra migrantarbetare. Mats Wingborg är redaktör för Seko Stockholms tidning. Han var ordförande i Elevförbundet 1978–81. Från 1992 till 2001 ingick Wingborg i redaktionen för tidskriften TLM. Han har även ingått i redaktionen för Kritisk utbildningstidskrift och varit ledarskribent på Dagens Arena. Wingborg har varit medlem i det skrivande kooperativet Context från 1998 till 2024. Han sitter i styrelsen för Nätverket för en likvärdig skola och i styrelsen för Jämlikhetsfonden. I samverkan med Viskadalens folkhögskola har Mats Wingborg varit med och initierat Jämlikhetsakademin.